# Gidona
Gidona (hebr. גדעונה; ang. Gidona) – wieś komunalna położona w Samorządzie Regionu Ha-Gilboa, w Dystrykcie Północnym, w Izraelu.

## Położenie
Wieś jest położona na wysokości od 30 do 5 metrów p.p.m. na południowo-zachodniej krawędzi intensywnie użytkowanej rolniczo Doliny Charod, na północy Izraela. Leży ona u podnóża Wzgórz Gilboa. Na południe od wsi wznoszą się szczyty Ma’ale Nurit (131 m n.p.m.) i Har Sza’ul (302 m n.p.m.). Zbocza wzgórz są zalesione. Teren doliny jest prawie całkowicie płaski, chociaż delikatnie opada w kierunku wschodnim do depresji Doliny Jordanu. Przepływa tędy niewielka rzeka Charod, której wody są wykorzystywane do zasilania licznych stawów hodowlanych. W otoczeniu wsi Gidona znajdują się kibuce Gewa, En Charod Me’uchad, Tel Josef i Jizre’el, Chefci-Bah, moszawy Kefar Jechezkel, Perazon i Awital, oraz wsie komunalne Gan Ner i Merkaz Ja’el. W odległości 3 km na południe od wsi, we Wzgórzach Gilboa przebiega mur bezpieczeństwa oddzielający terytorium Izraela od Autonomii Palestyńskiej.
Gidona jest położona w Samorządzie Regionu Ha-Gilboa, w Poddystrykcie Jezreel, w Dystrykcie Północnym Izraela.

## Historia

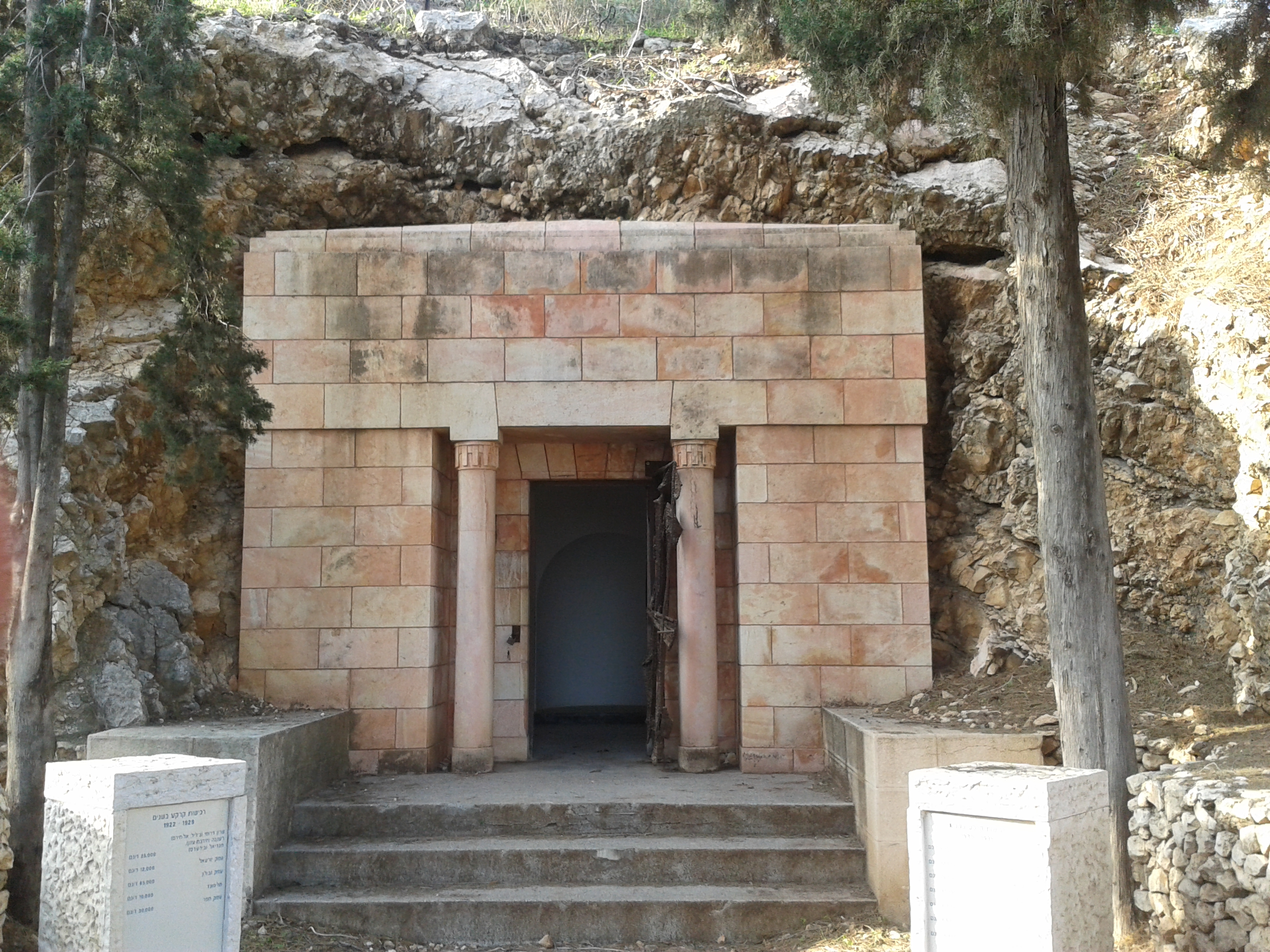
Grób Jehoszua Chankina w Parku Narodowym Majan Charod

Po I wojnie światowej w 1918 roku cała Palestyna przeszła pod panowanie Brytyjczyków, który w 1921 roku utworzyli Brytyjski Mandat Palestyny. Umożliwiło to rozwój osadnictwa żydowskiego w Palestynie. W latach 20. XX wieku żydowskie organizacje syjonistyczne zaczęły wykupywać grunty w Dolinie Charod, a od 1921 roku rozpoczęto tworzenie pierwszych osad rolniczych w okolicy. W poszukiwaniu skutecznego rozwiązania narastającego konfliktu izraelsko-arabskiego w dniu 29 listopada 1947 roku została przyjęta Rezolucja Zgromadzenia Ogólnego ONZ nr 181. Zakładała ona między innymi, że obszar Doliny Charod miał znaleźć się w granicach nowo utworzonego państwa żydowskiego. Arabowie odrzucili tę rezolucję i dzień później doprowadzili do wybuchu wojny domowej w Mandacie Palestyny. Jej kontynuacją była I wojny izraelsko-arabskiej (1948–1949), która doprowadziła do tego, że cała Dolina Charod znalazła się w państwie Izrael. Umożliwiło to dalszy rozwój żydowskiego osadnictwa. W takich okolicznościach, w 1949 roku został założony moszaw Gidona.
Grupa założycielska moszawu składała się z żydowskich imigrantów z Jemenu. Moszaw nazwano na cześć biblijnego bohatera Gedeona, który prawdopodobnie w tym miejscu rozbił obóz przed bitwą z Midianitami. Początkowo warunki życia w osadzie były bardzo ciężkie. Mieszkańcy spędzili pierwszą zimę w namiotach, ciężko pracując przy osuszaniu okolicznych bagien. Cierpieli przy tym od niedostatku i chorób, zwłaszcza od malarii roznoszonej przez komary. Żydowski Fundusz Narodowy zatrudnił część mieszkańców przy zalesianiu Wzgórz Gilboa oraz w sąsiednim kamieniołomie (położony na wschód od wsi). Pomimo to brakowało podstawowej infrastruktury, i moszaw przeżywał nieustanne kłopoty ekonomiczne. Poszukując skutecznego rozwiązania problemów, w 1960 roku przekształcono moszaw w wieś komunalną, w której dopuszczono własność prywatną oraz stworzono warunki do prowadzenia własnych firm. Nie wszystkie projekty udało się zrealizować, jednak wieś systematycznie rozwija się i posiada plany dalszego rozwoju.

## Demografia
Większość mieszkańców wsi jest Żydami:

## Gospodarka i infrastruktura
Gospodarka wsi opiera się na rolnictwie, sadownictwie i turystyce. W sąsiedztwie wioski znajdują się kamieniołomy. Wielu mieszkańców pracuje poza wsią. We wsi jest sklep wielobranżowy.

## Transport
Ze wsi wyjeżdża się na północny wschód na drogę nr 71, którą jadąc na wschód dojeżdża się do kibucu Gewa, lub jadąc na zachód dojeżdża się do moszawu Kefar Jechezkel.

## Edukacja i kultura
Dzieci są dowożone do szkoły podstawowej i szkoły średniej w pobliskim kibucu En Charod Me’uchad. We wsi jest biblioteka i boisko sportowe.

## Turystyka
We wsi istnieje możliwość wynajęcia noclegów. Na zachód od wsi znajduje się Park Narodowy Majan Charod, który chroni obszar źródeł strumienia Charod. Strumień wypływa z kamienistej jaskini na zboczach Wzgórz Gilboa i spływa do obszernego parku, w którym zbudowano duży basen rekreacyjny. Okoliczne zbocza górskie są porośnięte sosnowy lasem. W parku znajduje się grobowiec Jehoszua Chankina, który przysłużył się rozwoju osadnictwa żydowskiego w całej Dolnej Galilei. Jest tu także Muzeum Chankina. Wieś jest dogodnym punktem wyjściowym do pieszych wędrówek po Wzgórzach Gilboa. Ze szczytu Har Sza’ul rozciąga się rozległa panorama na całą okolicę. Wzgórza są popularnym miejscem uprawiania paralotniarstwa.

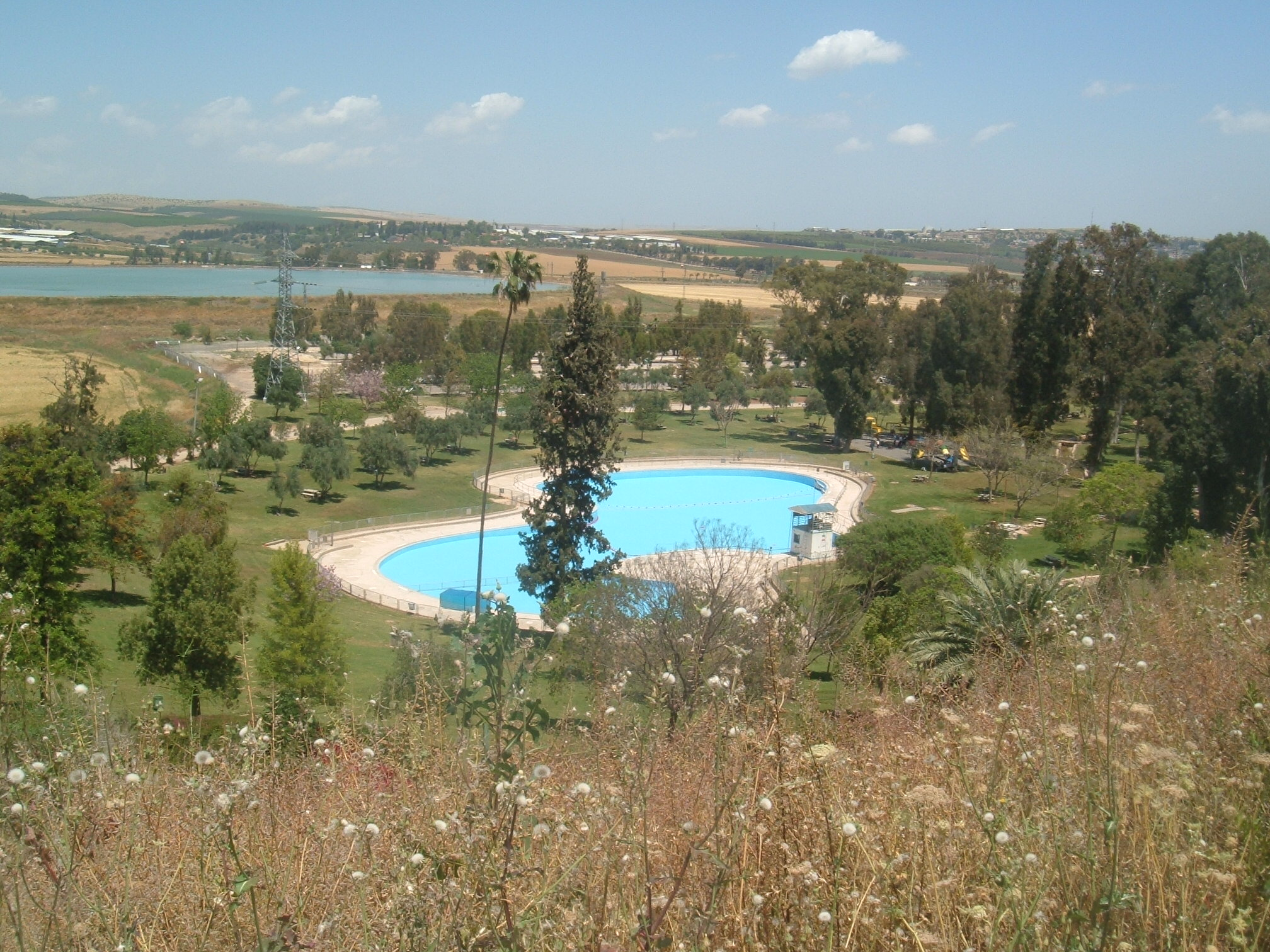
Park Narodowy Majan Charod